# Molophilus pugnax
Molophilus pugnax là một loài ruồi trong họ Limoniidae. Chúng phân bố ở miền Australasia.